# De Westermolen (Winsum)
De Westermolen (ook wel Polder 58, Molen van Faber) werd in 1910 als poldermolen in het Friese Winsum gebouwd. Het kleine molentje werd omstreeks 1980 wegens bouwvalligheid afgebroken en opgeslagen, totdat het bijna dertig jaar later te koop werd aangeboden. De kap was toen niet meer aanwezig.
Het achtkante molentje, oorspronkelijk een grondzeiler, werd na restauratie op 3 mei 2008 op het industrieel erfgoedpark De Hoop in Uitgeest op een droogschuur geplaatst en was daarmee een stellingmolen geworden.
De naam De Jonge Leeuw was afgeleid van Klaas de Leeuw, eigenaar van de molen en van het gelijknamige aannemingsbedrijf in Schagen. De molen was tot 2010 in bruikleen afgestaan aan Stichting Industrieel Erfgoedpark 'De Hoop' en is thans in opslag, in afwachting van een nieuwe bestemming. Op de zaagschuur is in 2010 een nieuw molentje geplaatst, dat een kopie is van de Westermolen. De naam van de nieuwe molen is De Corneliszoon.